# Noise Factory
Noise Factory est une société de développement de jeux vidéo. Basée au Japon, cette compagnie a été fondée le 28 janvier 1998.

## Jeux développés par Noise Factory
- Gaia Crusaders (1999)
- Sengoku 3 (2001)
- Metal Slug 4 (2002)
- Rage of the Dragons (2002)
- Power Instinct Matrimelee (2002)
- KOF: Maximum Impact (2004)
- Shin Gouketsuji Ichizoku: Bonnou no Kaihou (2006)